# Gaetano Fierro
Gaetano Fierro (Potenza, 7 agosto 1945) è un politico italiano.

## Biografia
Laureato in lingue e letterature straniere all'Università di Bari ed in sociologia all'Università di Urbino, ha iniziato la sua carriera politica con la Democrazia Cristiana nel 1975 diventando assessore alla pubblica istruzione del comune di Potenza, carica che mantenne fino al 1980.
Proprio nel 1980 divenne sindaco del capoluogo lucano ed onorò l'intero mandato quinquennale; fu confermato alle elezioni comunali del 1985 e rimase primo cittadino di Potenza fino al 1990. Al termine della sua seconda sindacatura, si candidò come consigliere regionale alle elezioni regionali del 1990 con la DC e risultò eletto.
Passato successivamente all'UDEUR, nel 1999 si candidò nuovamente come sindaco di Potenza: sostenuto solo dal suo partito, al primo turno ricevette il 24,9% dei voti ed al ballottaggio sconfisse a sorpresa con il 51,9% dei consensi il candidato del centrosinistra Prospero Bonito Oliva, che nel primo turno aveva sfiorato l'elezione diretta con il 49,4% dei voti.
Scaduto il suo terzo mandato da sindaco, fu per un breve periodo (2004-2005) assessore alle attività produttive della regione Basilicata ed alle elezioni regionali del 2005 è tornato ad essere consigliere regionale.
Alle elezioni politiche del 2006 si è candidato al Senato con l'UDEUR nella circoscrizione Basilicata, ma il partito si è fermato al 4,8% dei suffragi, non riuscendo ad eleggere nessun parlamentare.